# 斯特西克鲁斯广场

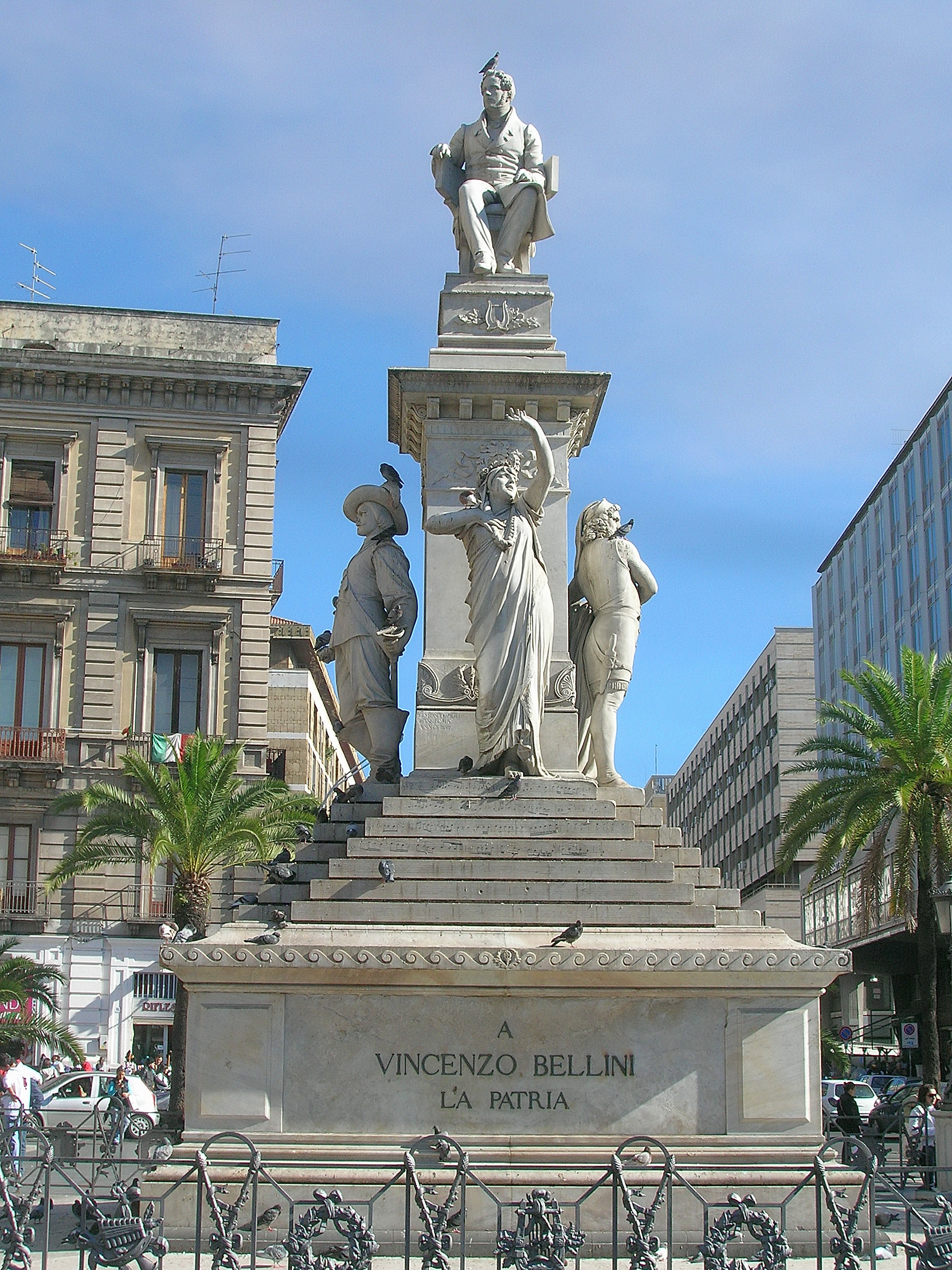
温琴佐·贝利尼像

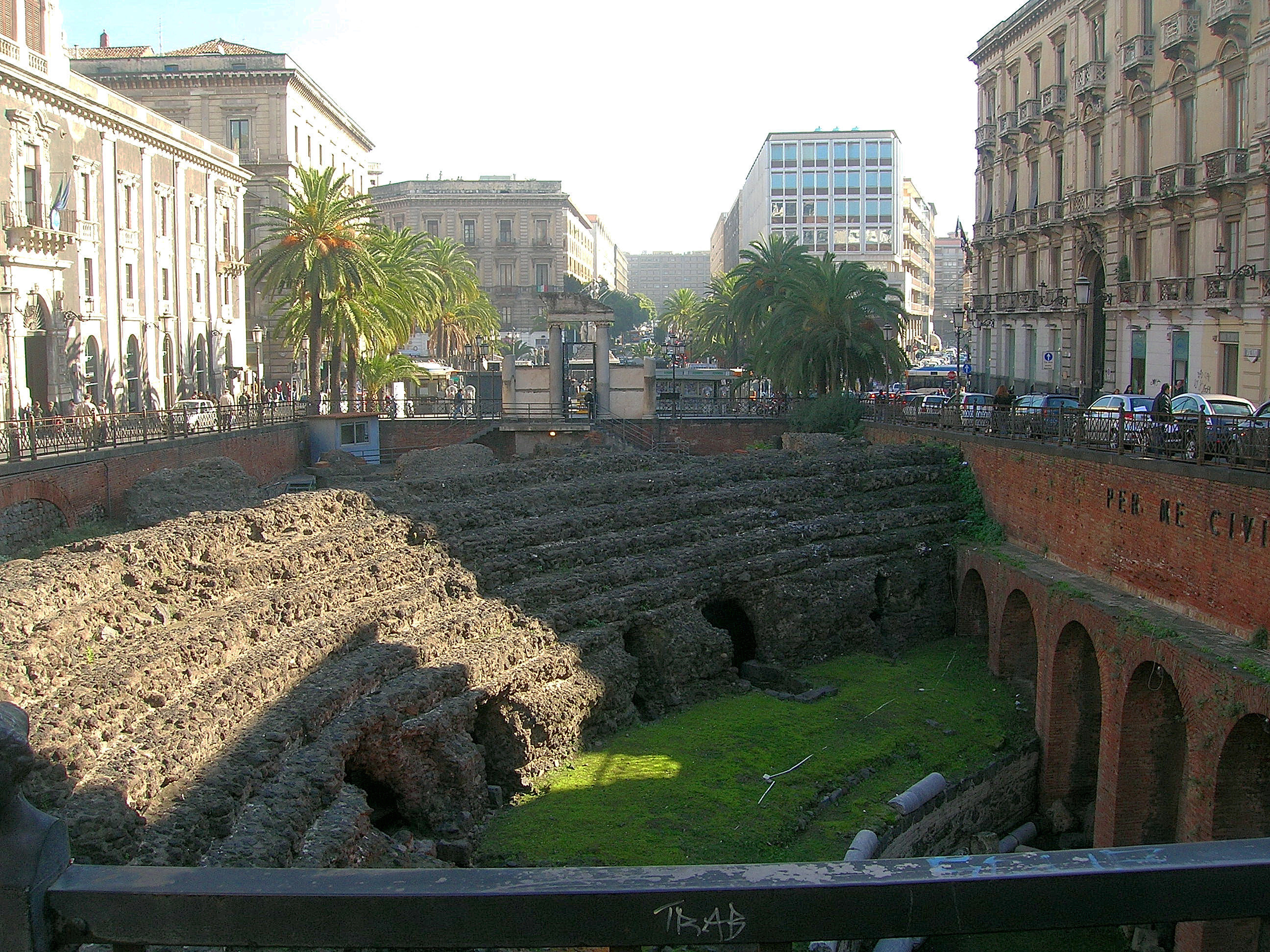
罗马圆形剧场

斯特西克鲁斯广场（Piazza Stesicoro）是意大利西西里城市卡塔尼亚老城区主要公共空间之一，位于埃特纳街沿线，矩形平面。 
广场北侧为Palazzo Tezzano和托斯卡纳宫（Palazzo del Toscano），东侧为1950年代末建筑贝内文托宫（Palazzo Beneventano）即西西里银行，西侧为圣亚加大堂（Chiesa di Sant'Agata alla Fornace）和法西斯时期的证券交易所。最后，南侧有几个十九世纪的建筑物。
在广场西侧，在二十世纪初，在街道下方大约十米发现了罗马圆形剧场。
在广场东部，有温琴佐·贝利尼纪念铜像。在他身后，广场向20米宽的西西里大道（Corso Sicilia）敞开，1956-1958年开辟，拆除了部分圣Berillo历史街区。新的马路，两侧排列着新建的银行和保险公司大楼，通往埃特纳街和卡塔尼亚中央火车站。
斯特西克鲁斯广场是该市最繁忙的市场之一。